# Топаз
Топаз је силикатни минерал алуминијума и флуора са хемијском формулом . Кристализира се у орторомбском кристалном саставу. Кристали су му углавном призматични, а имају и пирамидални завршетак. По једној површини се може лако одломити, тако да са њим треба опрезно руковати. Топаз има тврдоћу 8 по Мосовој скали тврдоће. Специфична маса му је 3,4 до 3,6.
Чисти топаз је прозиран, али обично има нечистоћа. Боје је белог вина или сламнатожуте. Може, такође, да буде и беле, сиве, зелене, плаве, ружичасте или црвеножуте боје. Када се загреје жути топаз постаје црвенкасто-ружичаст. Када се озрачи постаје светлији. Although it is often associated with golden yellow and blue, it comes in a variety of colors, including colorless. The rarest are natural pinks, reds, and delicate golden oranges, sometimes with pink hues.
Приликом израде накита од топаза помоћу паре се наталожи на топазу танак слој титанијум оксида, па се такав топаз продаје као мистични топаз.

## Етимологија
Назив „топаз“ обично изводи (преко старофранцуског: topace и латинског: topazus) од грчког Τοπάζιος (Τοpáziοs) или Τοπάζιον (Τοpáziοn), од Τοπαζος, древног имена острва Светог Јована на Црвеном мору, које је било тешко пронаћи и из којег је у давна времена копао жути камен (сада се верује да је хризолит: жућкасти оливин); назив топаз је први пут примењен на минерал сада познат под тим именом 1737. године. Древна Шри Ланка (Тамрапарни) је извозила аутохтоне оријенталне топазе у Грчку и стари Египат, што је довело до етимолошки повезаних имена острва од Александра Полихистора (Топазиус) и раних Египћана (Топапвене) – „земља топаза“. Плиније је рекао да је Топазос легендарно острво у Црвеном мору и да је минерал „топаз” први пут ископан тамо. Алтернативно, реч топаз може бити повезана са санскритском речју तपस „тапас”', што значи „врелина” или „ватра”.

## Историја
Николс, аутор једне од првих систематских расправа о минералима и драгом камењу, посветио је два поглавља овој теми 1652. године. У средњем веку, назив топаз се користио за било који жути драги камен, али у модерним временима означава само горе описани силикат.
Многи преводи Библије на енглески, укључујући верзију краља Џејмса, помињу топаз. Међутим, пошто сви ови преводи као топаз потичу из превода Септуагинте топази[ос], који се односио на жути камен који није био топаз, већ вероватно хризолит (хризоберил или перидот), овде се вероватно не мисли на топаз.
Енглеско сујеверје је такође сматрало да топаз лечи лудило. Стари Римљани су веровали да топаз пружа заштиту од опасности током путовања. Током средњег века веровало се да причвршћивање топаза на леву руку штити власника од било каквог проклетства и одвраћа од зла око. Такође се веровало да ношење топаза повећава телесну топлоту, што би омогућило људима да олакшају прехладу или грозницу. У Европи током средњег века веровало се да топаз појачава менталне моћи.

## Драги камен
Топаз је драги камен, у резаном и полираном облику, користи се за израду накита или других украса. Такође има и друге намене. Наранџасти топаз, познат и као драгоцени топаз, конвенционални је камен рођења за новембар, симбол пријатељства и државни драги камен америчке државе Јута. Плави топаз је државни драги камен америчке државе Тексас.

## Карактеристике
Топаз је у свом природном стању безбојан, често са сивкастим одливом. Такође се јавља као златно смеђ до жутог, због чега се понекад меша са цитрином, мање вредним драгим каменом. Специфична тежина свих нијанси топаза, међутим, значи да је знатно тежи од цитрина (око 25% по запремини) и ова разлика у тежини се може користити за разликовање два камена једнаке запремине. Такође, ако се може одредити запремина датог камена, може се утврдити његова тежина, и затим проверити осетљивом вагом. Исто тако, стаклено камење је такође много лакше од топаза исте величине.
Империјални топаз је жут, розе (ретко, ако је природан) или розе-наранџаст. Бразилски царски топаз често може имати јарко жуту до дубоко златно смеђе нијансе, понекад чак и љубичасте. Многи браон или бледи топази се третирају да би постали јарко жуте, златне, ружичасте или љубичасте боје. Неко империјално топаз камење може избледети на излагању сунчевој светлости током дужег временског периода. Плави топаз који се појављује у природи је прилична реткост. Типично, безбојни, сиви или бледо жути и плави материјали се термички обрађују и зраче како би се добила пожељнија тамнија плава боја. Мистични топаз је безбојни топаз који је вештачки обложен процесом таложења паре дајући му ефекат дуге на његовој површини.
Иако веома тврд, топаз се мора третирати са већом пажњом од неких других минерала сличне тврдоће (као што је корунд) због слабости атомског везивања молекула камена дуж једне или друге аксијалне равни (док се дијаманти, на пример, састоје од атома угљеника међусобно повезаних са једнаком снагом дуж свих његових равни). Ово даје топазу тенденцију да се ломи дуж такве равни цепања ако се удари довољном силом.
Топаз има релативно низак индекс преламања за драги камен, тако да камење са великим фасетама или столовима не блиста тако лако као камење исечено од минерала са вишим индексом преламања, иако квалитетни безбојни топаз светлуца и показује више „живота” од слично резаног кварца. Када се добије типичан „бриљантан“ рез, топаз може или да покаже светлуцаву фасету стола окружену мртвим фасетама круне или прстен светлуцавих фасета круне са досадним столом налик на бунар. Такође је потребно изузетно фино полирање, а понекад се може разликовати од цитрина само по свом клизавом осећају (кварц се не може полирати до овог нивоа глаткоће).
Други метод разликовања топаза од кварца је стављање непостављеног камена у раствор бромоформа или метилен јодида. Кварц ће увек плутати у овим растворима, док ће топаз тонути.

## Налазишта
Топаз се обично налази у силикатним магматским стенама гранита и риолита. Обично се кристалише у гранитним пегматитима или у шупљинама, које су испуњене ваздухом у риолитној лави. Такви топази се налазе на планини Топаз у западној Јути у САД. Може да се нађе и са флуоритом и каситеритом. Налазишта топаза су у следећим местима:
- Урал и Илмен у Русији
- Чешка
- Немачка
- Норвешка
- Италија
- Шведска
- Јапан
- Бразил
- Мексико
- САД

Највећи топаз нађен је у Бразилу 1984. и назван је „Ел-Дорадо“. Тежио је 6,2 килограма и налази се у британској краљевској колекцији.